# Cementerio municipal de Talca
El Cementerio Municipal de Talca, también llamado Ciudad del Silencio, remonta sus orígenes a 1847 y constituye uno de los cementerios más antiguos de Chile. Está ubicado en la ciudad de Talca (Región del Maule, Chile) y cuenta con una extensión de 130 000 m2 distribuidos en torno a tres patios que albergan restos de más de 235 000 personas. 

## Historia
Hasta principios del siglo XIX, y sin la existencia de un ordenamiento normativo previo de época colonial, las personas con alto poder adquisitivo eran enterradas en las iglesias de la ciudad de Talca, pero quienes no contaban con tal posibilidad inhumaban a sus familiares en cementerios informales que, a la postre, generaban problemas de salubridad en la ciudad.
Este orden de cosas se fue modificando durante las primeras décadas de la centuria, prohibiéndose los entierros en las iglesias e impulsando la construcción de cementerios para aquellas personas que fuesen favorecidas con un entierro sagrado. En este contexto, el Cementerio Municipal de Talca fue fundado el 10 de junio de 1847, siendo su primer administrador don Marcos Donoso. La primera tumba levantada en el cementerio corresponde a la de Francisco Urzúa Opazo, alcalde de Talca entre 1819 y 1820, y 1827 y 1829, y que falleció el 30 de diciembre de 1847.
Desde el decreto de cementerios de 1871, el Cementerio Municipal de Talca alberga restos humanos de diversos credos religiosos, el visitante puede visualizar la manera en que se crearon áreas separadas destinadas a aquellas personas que no profesaban la fe católica. Otro criterio de separación fue el de la posición económica del difunto y, en este contexto, destaca el patio de los pobres por excelencia, lugar de inhumación de personas de escasos o medianos recursos; muchos de ellos populares en vida, aunque también después de muertos.
Por su parte, el ornato vegetal del cementerio recibió un impulso importante en 1874, año en que se plantaron más de seiscientos árboles. 
Aunque no cuenta con una declaratoria de Monumento Nacional por parte del Consejo de Monumentos Nacionales de Chile, como ocurre con el Cementerio Católico de Recoleta o los cementerios Inglés y General en Valparaíso, el Cementerio Municipal de Talca constituye un área histórica y patrimonial de la ciudad y de la nación chilena. En primer lugar, en él se descubren mausoleos, nichos, bóvedas, esculturas y otros elementos de arte funerario que se erigen en vestigios de la expresión y evolución arquitectónica, urbana y escultórica del país. En segundo lugar, porque la Ciudad del Silencio de Talca da descanso eterno a personas que ostentaron un papel protagónico en la historia de Chile, así como de otros que dejaron huella imperecedera en la ciudad de Talca. Y, finalmente, porque en torno a él giran mitos y leyendas asociados a la vida, e incluso, a la muerte, de quienes allí se encuentran sepultados, así como elementos culturales que forman parte de la idiosincrasia de la ciudad. Al respecto, en el Cementerio Municipal de Talca tiene lugar una de las “tradiciones más rara del mundo”, originada en 1979, y en la que las familias pasan los momentos iniciales del Año Nuevo junto a sus difuntos en un homenaje a la relación espiritual entre la vida y la muerte.

## Personajes reconocidos
- José Miguel Opazo Artigas, regidor y alcalde de Talca, además de ayudante de Bernardo O’Higgins. Falleció el 19 de noviembre de 1846.
- Rafael Gana y López, sargento mayor del ejército patriota durante la Guerra de la Independencia. Falleció en 1867.
- Domingo Urrutia Vivanco, coronel del ejército patriota durante la Guerra de la Independencia. Fue diputado en la convención preparatoria de 1822 y combatiente liberal en la revolución de 1851. Falleció el 30 de enero de 1888. Sus restos se encuentran en el mausoleo del Regimiento Talca.
- Juan Manuel Salamanca Montero, cirujano del ejército de Chile durante la Guerra del Pacífico. Posteriormente sería médico de cabecera de Talca. Falleció el 9 de noviembre de 1927.[7]Sus restos se encuentran en el mausoleo familiar de Bartolomé Cademartori.
- María Flor Cádiz de Rivera, cantinera del ejército de Chile durante la Guerra del Pacífico. Falleció en 25 de diciembre de 1933.
- Francisco Manríquez, condenado a pena capital por asesinar a su prima. Falleció en 1933.
- Antonio Bergia Cerotti, sacerdote salesiano italiano radicado en Chile, capellán de la colonia italiana y del hospital de Talca. Falleció el 23 de enero de 1934 en Santiago, aunque sus restos fueron trasladados a Talca. Su funeral atrajo diversas personalidades, representantes de congregaciones y organizaciones y ciudadanos en general.[8] Sus restos se encuentran en el mausoleo de la Unión Italiana.
- Manuel Quezada, veterano de la Guerra del Pacífico. Falleció el 9 de abril de 1939.
- Cesar Garavagno Burotto, nacido en Curicó. Célebre médico y director del hospital de Talca durante más de cuatro décadas. Falleció el 14 de septiembre de 1943.
- Jorge González Bastías, nacido en Nirivilo. Fue escritor y poeta, conocido -por su obra- como “el poeta de las tierras pobres”. Falleció el 22 de noviembre de 1950.
- Matías Silva Sepúlveda, político que actuó de senador, diputado y ministro de Estado durante el segundo gobierno de Arturo Alessandri. Falleció el 7 de febrero de 1951.[9]
- Lorenzo Varoli Gherardi, famoso piloto de autos, ganador de diversos circuitos, entre ellos la carrera Arica - Santiago. Falleció el 20 de septiembre de 1960 en Constitución, aunque su cuerpo sería trasladado a Talca.[10]
- Cesáreo Villa Muñoz, uno de los últimos condenados a pena capital por delito de asesinato. Falleció el 15 de noviembre de 1965. Se le atribuye, junto a Francisco Manríquez, poderes milagrosos y de intercesión, bajo la creencia popular asociada al Cementerio Municipal de Talca de que las personas que han sido más malas en vida concederán en la muerte favores de una manera más rápida.
- María Soledad Opazo Sepúlveda, violada y asesinada a metros del Puente “La Calchona”. Su caso estremeció a toda la ciudad. Falleció el 25 de junio de 1989.
- Pamela Toledo Ortiz, la primera donante de órganos pediátrica de la historia de Chile. Su caso marcó la historia de la medicina nacional.[11] Falleció el 27 de septiembre de 1995.
- Guido Lebret (también llamado el “cura rojo”), nació en Francia, aunque estaba radicado en Talca. Célebre sacerdote que abogó por los pobres y las prostitutas de Talca, a veces enfrentándose a autoridades civiles y religiosas. Falleció el 12 de julio de 2000 en un accidente de tráfico.[12]
- Iván Azócar, futbolista chileno. Máximo ídolo del club Rangers de Talca. Falleció el 18 de julio de 2012.[13][14]
- Arturo Rodenak, futbolista argentino radicado en Chile desde 1957. Ídolo del club Rangers de Talca. Falleció el 26 de septiembre de 2012 como consecuencia de diabetes. Su funeral atrajo una gran cantidad de personas, entre ellas hinchas de Rangers, exfutbolistas y autoridades comunales.[15]

## Hitos patrimoniales
- Tumba de piedra verde de Rauquen tallada del exalcalde de Talca José Miguel Opazo Artigas.
- Cristo (ubicado en la entrada desde 1869).
- Tumba con monolito, busto y bajorrelieve del doctor Bartolomé Cademártori, obra del escultor Nicanor Plaza. Fue inaugurada en 1879.
- Mausoleo de la Sociedad Española. Fue inaugurado el 8 de junio de 1882. En su interior descansan los restos de importantes miembros de la colonia española en Talca.
- Mausoleo de la Sociedad de Socorros Mutuos Unión Italiana. Fue inaugurado en 1893. En su interior descansan los restos de importantes miembros de la colonia italiana en Talca.
- Tumba del piloto automovilístico Roberto Martinelli.
- Mausoleo de los veteranos del Regimiento de Infantería Talca.
- Memorial de los Detenidos Desaparecidos, fue inaugurado el 3 de abril de 2004.
- Mausoleo circense.

## El cementerio de los pobres por excelencia[16]
El patio de los pobres por excelencia, o patio dos, constituye uno de los tres patios del Cementerio Municipal de Talca y albergó, desde su origen, los restos mortales de personas de bajo estatus socioeconómico. Es por ello que no tiene grandes elementos de arte funerario, como esculturas o mausoleos; que algunos enterramientos no llevan inscripción; y que la mayor parte de los restos de las personas que allí se encuentran no resultan conocidas. Sin embargo, algunas de ellas se convirtieron en populares después de muertas, sus historias trascendieron y sus tumbas se erigen en altares improvisados para rogativas y muestras de agradecimiento por “favores” concedidos. Las historias y leyendas en torno a estas personas de vida malograda, que se conectan vía espiritual con el pueblo vivo, forman parte del patrimonio inmaterial de la ciudad de Talca. El apelativo “por excelencia”, añadido por su encargado, D. Renato Bobadilla, busca añadir realce a un patio cuyo nombre original resulta -para muchos- clasista.
Bajo la creencia popular de que una "mala muerte" favorece una más favorable intercesión ante Dios, o la concesión directa de un favor, una de las tumbas más visitadas es la de Francisco Manríquez. Este hombre fue condenado a pena capital por asesinar brutalmente a su prima, Eloísa Moya, una señora de la tercera edad. El diario Alma Popular certifica que Eloísa fue asesinada a garrotazos, con muerte final por disparos, por su primo Francisco Manríquez, tras intentar asaltarla. Francisco estaba acompañado por su amigo José Neira, cómplice del crimen. En la noticia se menciona que el asesino trabajó desde la infancia para su padre ciego y que, una vez falleció este, quedó “sin razón de existir”, lo que lo llevó al alcoholismo. Francisco Manríquez aprendió el oficio de zapatero en la cárcel, en el que destacó. Fue condenado a la pena capital y falleció el 21 de diciembre de 1933.
Justo a las espaldas de Francisco Manríquez, la persona visitante se topará con la tumba de Cesáreo Villa Muñoz quien fue un asesino y una de las 58 personas condenadas por los tribunales a pena de muerte en Chile desde que esta fuera incluida en el ordenamiento jurídico en 1875. Casado en tres ocasiones, trabajaba de chofer cuando asesinó y robó al relojero alemán Karl Mayer Borner la noche del 23 de febrero de 1964. Fue condenado a pena de muerte, permaneciendo un tiempo en la cárcel. Participó en el equipo de fútbol penitenciario Lyda Becker. También, durante su estadía en la cárcel aprendió el oficio de zapatero, hecho que recuerda la trayectoria de Francisco Manríquez. Finalmente, fue fusilado en Talca el 15 de noviembre de 1965.
La tumba más venerada de este patio es la de María Soledad Opazo Sepúlveda, más conocida como “La Calchona”. Nació el 30 de abril de 1972 y falleció el 25 de junio de 1989. Pasó su infancia con su madre Gladys Sepúlveda y con su padrastro en la Población Cancha Rayada, y estudió en el liceo Abate Molina de Talca. Fue internada en un colegio de monjas por su madre al enterarse de que esta estaba embarazada, donde aprendió moda en el taller de costura. María Soledad fue asesinada una noche de San Juan de 1989 cuando caminaba por el sector norte de Talca. Recibió 17 puñaladas en diferentes partes del cuerpo y presentaba, además, signos de violación. Para limpiar el lugar de los hechos, y el propio cuerpo de María Soledad, fue lanzada al canal Baeza, cerca del puente La Calchona, donde fue localizada por niños. Tenía diecisiete años. El caso estremeció a la opinión pública de Talca y permanece inconcluso, no habiéndose hallado los culpables de este macabro femicidio.
Pamela Andrea Toledo Ortiz, “Pamelita”, chilena que, a sus doce años de vida, decidió donar sus órganos con la intención de seguir viviendo en otros, lo que ayudó a generar conciencia de las bondades del acto voluntario de donar. Pamela fue una niña procedente de Talca que disfrutaba de su niñez a pesar de tener epilepsia. Falleció de forma repentina el 27 de septiembre de 1995 debido a un Accidente Cerebro Vascular (ACV). Semanas antes de su súbito deceso, la joven había manifestado a sus padres el deseo de donar sus órganos en caso de morir. Esta declaración de intenciones fue respetada por su familia, cuando el doctor les comunicó que Pamela era donante de compatibilidad perfecta. En su honor, el 27 de septiembre fue elegido para conmemorar el “Día Nacional del Donante de Órganos y Tejidos del Cuerpo Humano en Chile”.

## Galería
|                                                                                          |
| Francisco Manríquez, condenado a pena capital por asesinar a su prima. Falleció en 1933. |

|                            |
| Tumba Cesáreo Villa Muñoz. |

|                                         |
| Tumba de María Soledad Opazo Sepúlveda. |

|                                                                                  |
| Tumba familiar de Bartolomé Cademártori, diseñada y esculpida por Nicanor Plaza. |

|                                               |
| Mausoleo del Regimiento de Infantería "Talca" |

|                                                           |
| Mausoleo de la Sociedad de Socorros Mutuos Unión Italiana |